# Barranc de Comaloforno
El Barranc de Comaloforno és un barranc que discorre dins del terme municipal de la Vall de Boí, a la comarca de l'Alta Ribagorça, i dins el Parc Nacional d'Aigüestortes i Estany de Sant Maurici.

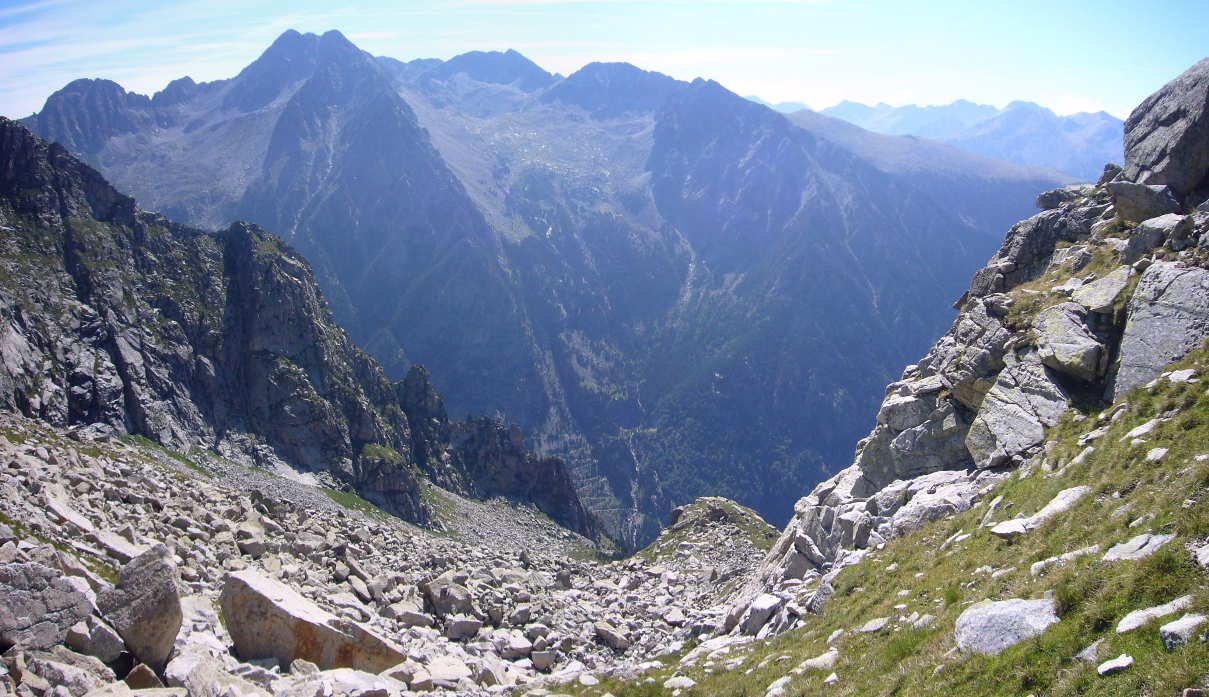
El Barranc de Comaloforno en primer terme.

És afluent per la dreta de la Noguera de Tor. Té el naixement a 2.641,9 metres, al sud-est del desguàs de l'Estanyet de Comaloforno. El seu curs discorre cap al sud-est; fins a desaiguar a la Noguera de Tor, a 1.613 metres d'altitud, a la zona anomenada Plana Ciega, uns 30 metres per sota del punt on ho fa el Barranc de Comalesbienes.